# Metopoceras sacra
Metopoceras sacra là một loài bướm đêm trong họ Noctuidae.